# 24時間テレビチャリティー委員会
公益社団法人24時間テレビチャリティー委員会（にじゅうよじかんテレビ チャリティーいいんかい）は、テレビ番組「24時間テレビ」の募金活動に関係する団体である。
公益目的事業として、福祉支援事業・環境保護活動支援事業・災害復興支援事業を行う。 
任意団体（権利能力なき社団）「24時間テレビチャリティー委員会」は、1978年に日本テレビ開局25年記念番組『24時間テレビ 「愛は地球を救う」』を通して、公益性の高い支援活動を展開してきた。「より活動の透明性を高め、迅速かつ広範囲な支援」を行うため、2013年、公益社団法人への移行作業開始。同年7月10日、一般社団法人設立。9月15日、内閣府公益認定等委員会に公益認定申請を行い、12月1日、公益社団法人認定を受けた。